# یالنیس کاستیو
یالنیس کاستیو (اسپانیایی: Yalennis Castillo‎؛ زادهٔ ۲۱ مهٔ ۱۹۸۶) جودوکار اهل کوبا است.